# Zhifudao (sockenhuvudort i Kina, Shandong Sheng, lat 37,60, long 121,38)
Zhifudao (kinesiska: 芝罘岛, 芝罘岛街道) är en sockenhuvudort i Kina. Den ligger i provinsen Shandong, i den östra delen av landet, omkring 400 kilometer öster om provinshuvudstaden Jinan. Antalet invånare är 22 788. Befolkningen består av 9 171 kvinnor och 13 617 män. Barn under 15 år utgör 8,0 %, vuxna 15-64 år 84 %, och äldre över 65 år 7,0 %.
Närmaste större samhälle är Yantai, 15,2 km söder om Zhifudao. 
Genomsnittlig årsnederbörd är 756 millimeter. Den regnigaste månaden är juli, med i genomsnitt 272 mm nederbörd, och den torraste är januari, med 11 mm nederbörd.